# 大日古墳
大日古墳（だいにちこふん）は、山口県防府市高井にある古墳。形状は一説に前方後円墳。国の史跡に指定されている。

## 概要

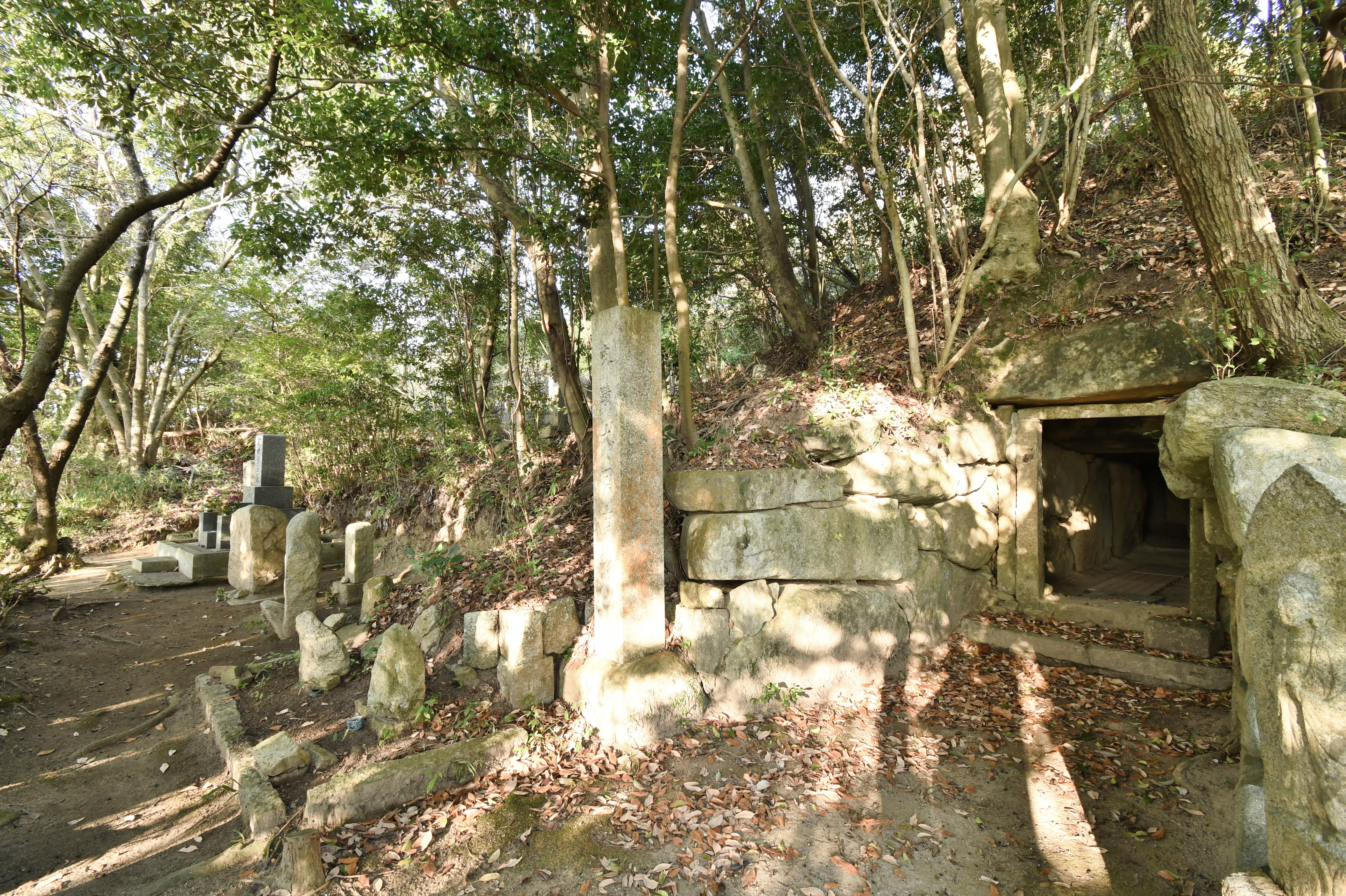
前方後円墳とした場合の墳丘右に推定後円部と石室、左奥に推定前方部。

山口県南部、防府平野北西部の佐波川右岸において、防府平野を見下ろす西目山山麓の台地上に築造された古墳である。推定前方部は墓地化しているほか、発掘調査は実施されていない。
墳形は前方部を南西方向に向けた前方後円形とする説があるが、時期の観点（前方後円墳は一般に6世紀末-7世紀初頭に消滅）から疑義も強い。前方後円墳とした場合には墳丘長約40メートル、後円部直径20メートル弱を測るとされる。墳丘外表で埴輪は認められていない。埋葬施設は両袖式の横穴式石室で、南方向に開口する。奈良県の岩屋山古墳に類似する畿内系の岩屋山式石室になる。石室全長13.2メートルを測る山口県内では最長の大型石室であり、石室の玄室内には兵庫県加古川流域産の成層ハイアロクラスタイト（竜山石）製の刳抜式家形石棺を据える。副葬品は明らかでない。
築造時期は、古墳時代終末期の7世紀後半頃と推定される。岩屋山式石室・竜山石製家形石棺の採用に畿内との極めて強い結びつきが認められるとともに、本古墳の築造前後で在地性古墳にはほとんど影響が認められない点でも、当時の政治情勢を考察するうえで重要視される古墳である。被葬者は明らかでないが、『防長風土注進案』に載る伝承の中には百済の琳聖太子（大内氏祖）の墓にあてるものがあるほか、当地の県主である土師猪手（大仁土師娑婆連猪手）に比定する説、来目皇子（第31代用明天皇皇子）の殯宮に比定する説（宮内庁は桑山塔ノ尾古墳出土遺物埋納地に治定）などが挙げられている。
古墳域は1948年（昭和23年）に国の史跡に指定されている。

## 遺跡歴
- 17世紀後半、発掘されて「瓶子1、徳利1、鉄物のごときもの1」が出土と伝承（非現存、真偽は不明）[2]。
- 天保12年（1841年）、『防長風土注進案』に琳聖太子の墓という伝承とともに記載[3]。
- 1922年（大正11年）、梅原末治が学会に報告[2]。
- 1948年（昭和23年）1月14日、国の史跡に指定[10]。

## 埋葬施設

石室俯瞰図

石室展開図

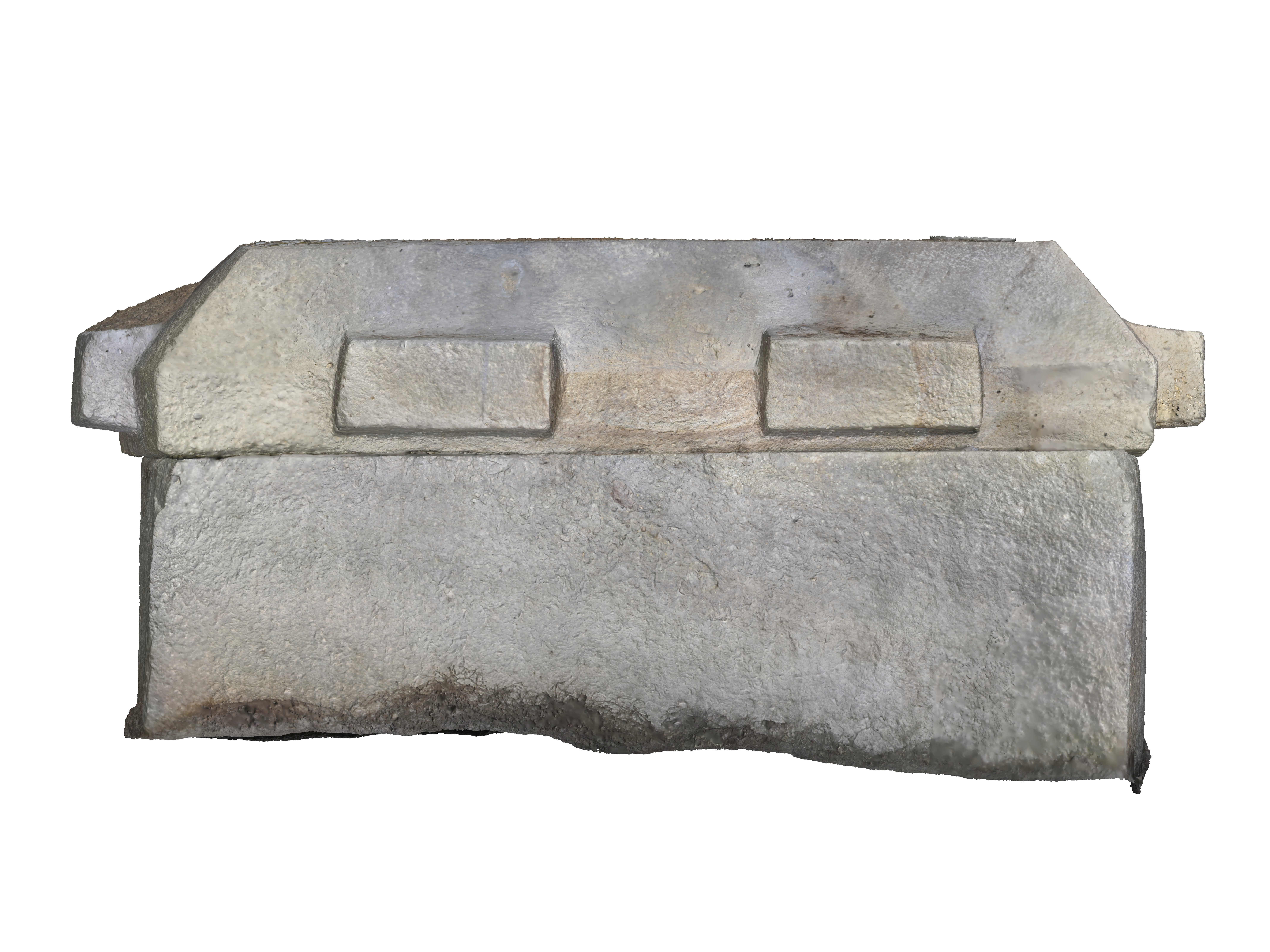
石棺立面図

埋葬施設としては両袖式横穴式石室が構築されており、南方向に開口する。石室の規模は次の通り。
- 石室全長：13.2メートル[11]
- 玄室：長さ3.6メートル、幅2.1メートル、高さ約2.5メートル
- 羨道：長さ9.7メートル、幅1.45メートル（玄門）・2.2メートル（開口部）

石室の石材には花崗岩の割石が使用されている。玄室は奥壁・側壁とも3段積みで、羨道は1-3段積みである。
石室の形態としては、玄室の側壁上部が内傾する点、羨道の天井部に段差をつける点などで岩屋山古墳（奈良県）と同様の特徴を有しており、「岩屋山式石室」と捉えられる。平面形としては岩屋山古墳石室を一回り小さくしたもので、玄室の大きさは4/5、羨道部の長さは3/4である。ただし岩屋山古墳石室とは、切石・割石、積み上げ段数、漆喰有無の点で相違する。
石室内の玄室中央部奥壁寄りには、刳抜式家形石棺を据える。石棺の石材は兵庫県加古川流域産の成層ハイアロクラスタイト（竜山石）製。石棺の大きさは次の通り。
- 蓋石：長さ1.88メートル、幅0.95メートル、高さ0.40メートル
- 身石：長さ1.85メートル、幅0.93メートル、高さ0.65メートル

蓋石の上部平坦面指数（上部平坦面幅の全体幅に対する割合）は62。蓋石には前後1対・左右2対の計6個の縄掛突起を付す。山口県では唯一となる家形石棺の例である。

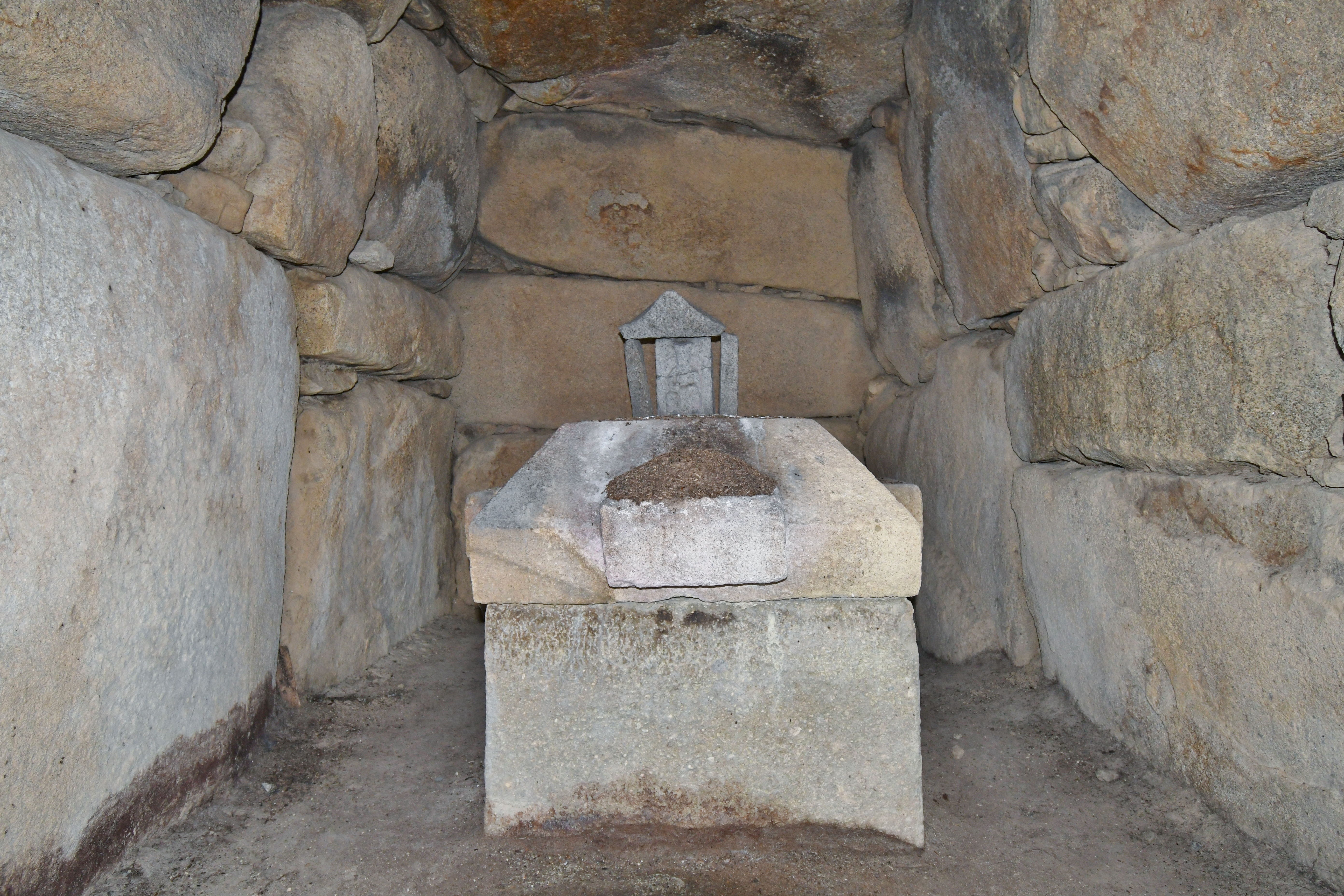
玄室（奥壁方向）
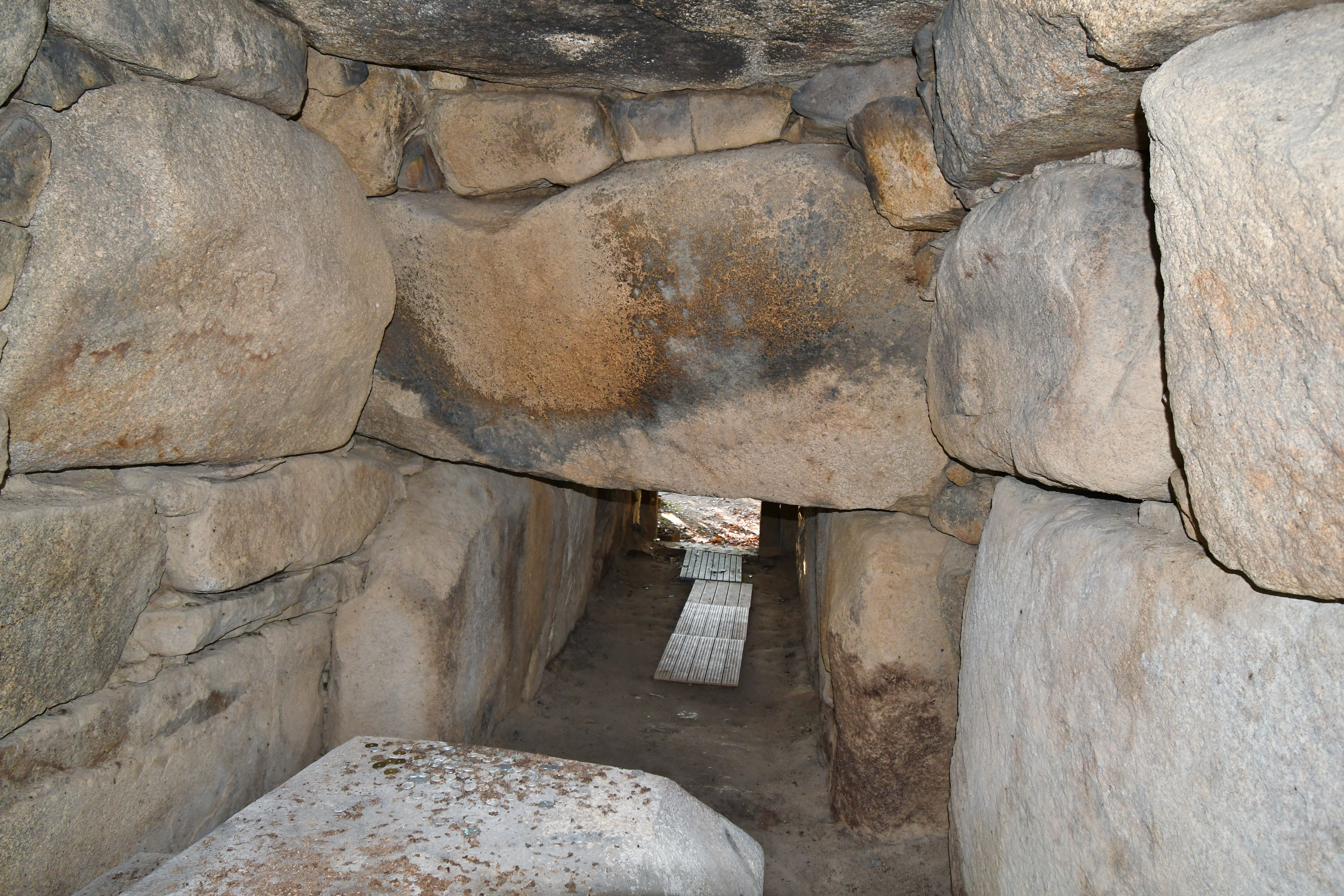
玄室（開口部方向）
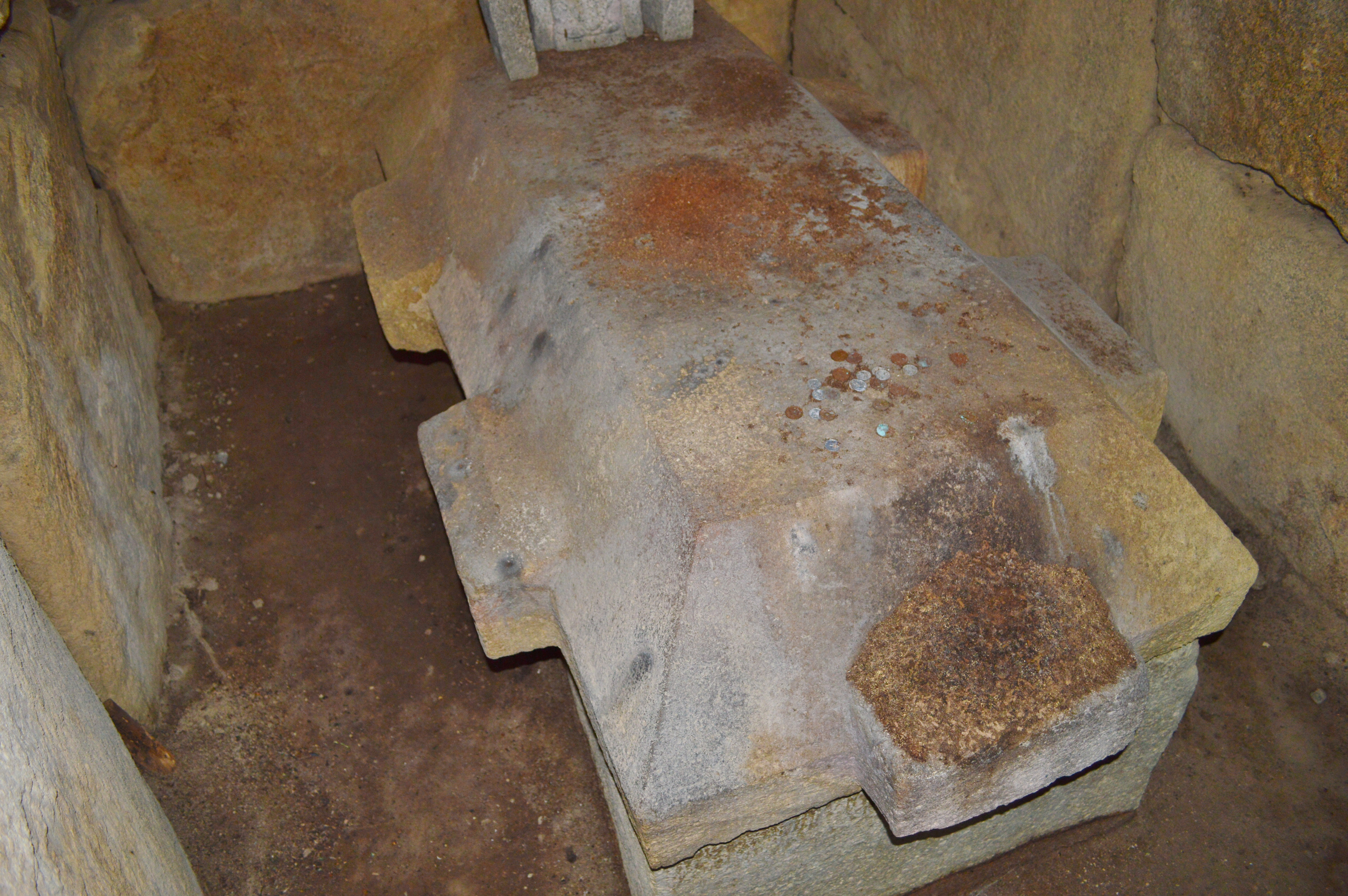
玄室内の刳抜式家形石棺
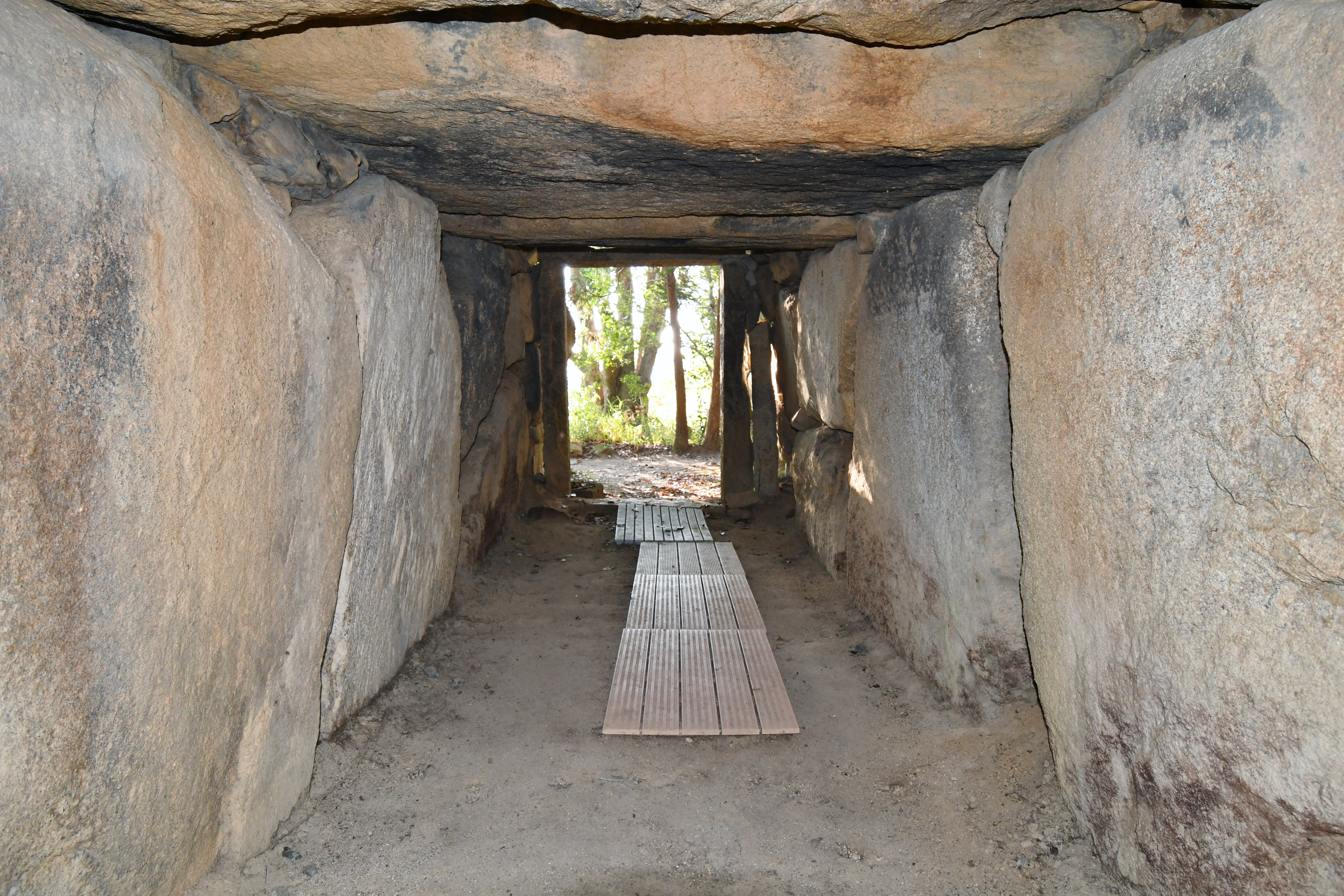
羨道（開口部方向）
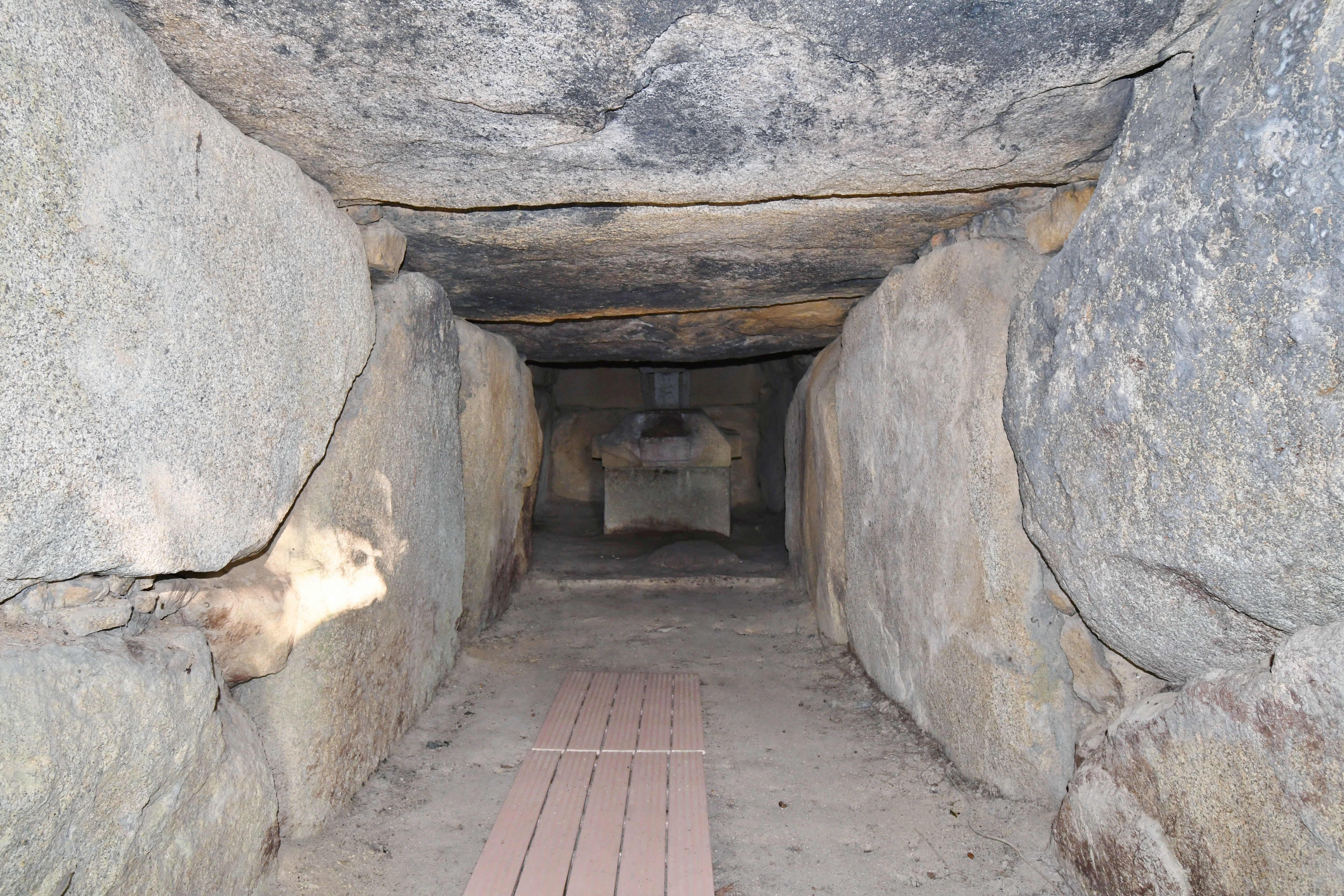
羨道（玄室方向）
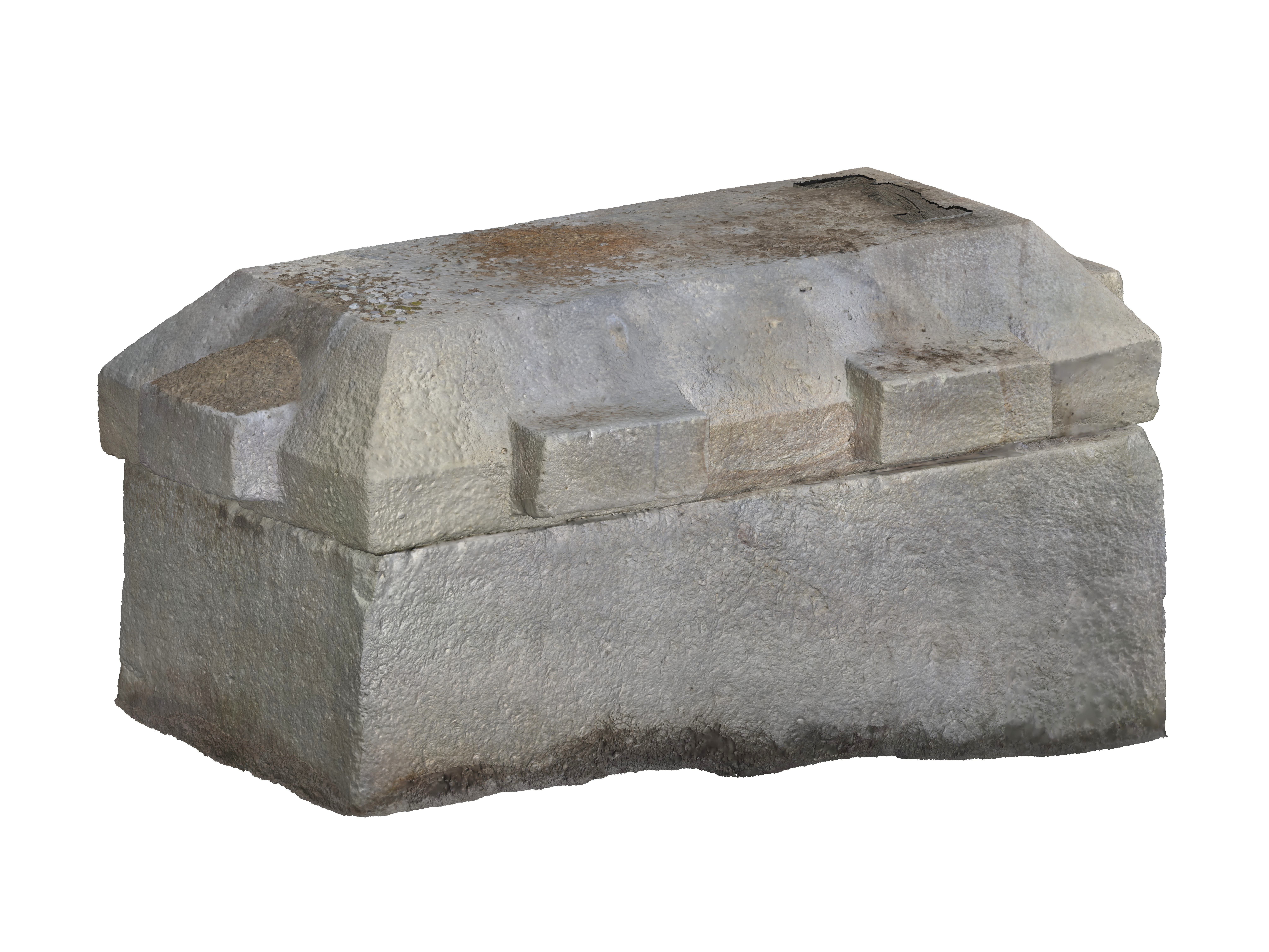
石棺俯瞰図
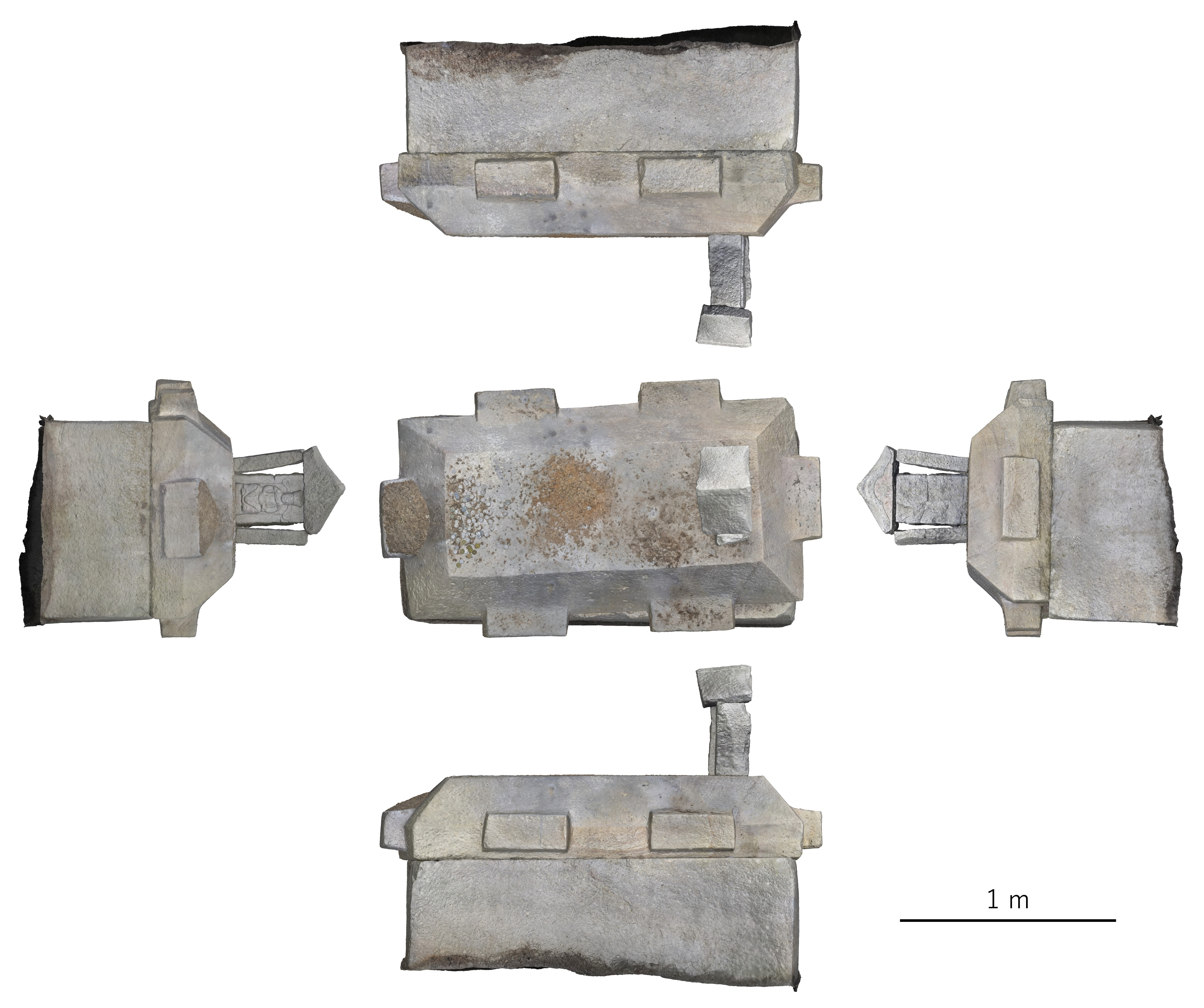
石棺展開図

## 文化財

### 国の史跡
- 大日古墳 - 1948年（昭和23年）1月14日指定[10][1]。